# テツトモアイドル予備校
『テツトモアイドル予備校〜supported by ベルコ アルファクラブ』はMusic Japan TV で放送されていたバラエティ番組。

## 概要
- テツandトモが各地区に出向きオーディションを開催し、ユニットを作りメジャーデビューをさせる内容。
- 番組内で日本各地でオーディションを行い各地区（東北地区グランプリ、東北地区準グランプリ、関東地区準グランプリ、関西地区グランプリ、関西地区準グランプリ）の5人と、雑誌オーディション（雑誌部門グランプリ、雑誌部門準グランプリ2名）の3名あわせた8名でメジャーデビューを目指す。
- 「∞-アンフィニ-」の名の由来は、「無限なる可能性」。 何事も決して諦めず可能性を信じ前進してほしいとテツandトモが名づけた。

## 出演者
- MC
  - テツandトモ
- アシスタントMC
  - 中村舞子
- ∞-アンフィニ-
  - 橋本紗也加
  - 平良絵玲亜
  - 上野すなお
  - 添田菜海
  - 永井裕子
  - 下山茉奈未
  - みなみ
  - 藤本久美

## 音楽
エンディングテーマ
- 「I wish」：∞-アンフィニ―

## スタッフ
- ナレーター：新山晃生
- メイク：K-TWO
- 技術：インテック
- EED.MA：スタジオブレーン
- 協力：ノビルデューカ
- 協賛：株式会社ベルコ、アルファクラブ武蔵野株式会社、アルファクラブ栃木株式会社、アルファクラブ株式会社
- キャスティング：牧村祐介
- AD：原祐美香
- ディレクター：宮坂悟史
- プロデューサー：玉木幹人
- 総監督：高木征太郎
- 制作：ブレインウォッシュ
- 製作著作：ブレインウォッシュ